# Jean Canfield
Ella Jean Canfield (* 4. Oktober 1918 in Westmoreland, Prince Edward Island; † 31. Dezember 2000) war eine kanadische Politikerin (Prince Edward Island Liberal Party).
Canfield war die erste Frau, die in die Legislativversammlung von Prince Edward Island gewählt wurde, und die erste, die der Provinzregierung angehörte. Canfield trat erstmals bei der 1966er Wahl im Wahldistrikt 1st Queens an, verlor allerdings gegen Frank Myers. 1970 trat sie erneut an und war erfolgreich. 1974 wurde sie wiedergewählt, unterlag aber 1979. Vom 10. Oktober 1972 bis zum 2. Mai 1974 war sie Minister ohne Geschäftsbereich und verantwortlicher Minister für die „PEI Housing Authority“ in der Regierung von Alex Campbell. Im Jahr 2005 kündigte die kanadische Regierung an, dass ein neues Bürogebäude in Charlottetown nach ihr benannt wird.